# The Internet
The Internet es una banda estadounidense de Los Ángeles, California. Sus miembros son el vocalista Syd, el teclista Matt Martians, el bajista Patrick Paige II, el baterista Christopher Smith y el guitarrista Steve Lacy.
Su música es considerada como una mezcla de R&B, hip hop, jazz, funk y música dance electrónica. Han lanzado cuatro álbumes de estudio y tres obras extendidas desde su formación a finales del 2011. Ego Death, un álbum publicado en el 2015, fue nominado al premio Grammy al Mejor Álbum Urbano Contemporáneo.

## Historia
The Internet se formó a principios de 2011 por Syd y Matt Martians, miembros de Odd Future, junto con Patrick Paige Christopher Smith y Tay Walker, quienes los acompañaron durante sus giras. El nombre de la banda originalmente comenzó como una broma, inspirado en la respuesta de Left Brain a un reportero que le preguntó de dónde era, a lo que él respondió: "Odio cuando la gente me pregunta eso, voy a empezar a decir que vengo del Internet". La idea le gustó a Syd e inspiró el nombre del proyecto que finalmente se convirtió en The Internet.
Su primer álbum físico, Purple Naked Ladies, fue publicado el 20 de diciembre del 2011,  por medio de Odd Future Records. Dos canciones del mismo, Cocaine y Fastlane, se publicaron acompañadas de videos musicales. The Internet tiene una canción incluida en otra obra de Odd Future The OF Tape Vol. 2, llamada Ya know (Tú sabes).
La banda lanzó su segundo álbum Feel Good en septiembre del 2013, recibiendo elogios de fanáticos y críticos. El primer single, Give It Time, fue lanzado a través de la cuenta oficial de Odd Future en SoundCloud. El 10 de junio del 2013, la banda apoyó a Mac Miller en Londres con la promoción de su segundo proyecto Watching Movies with the Sound Off.
Su tercer álbum Ego Death fue lanzado por Odd Future & Columbia el 30 de junio del 2015 con mucho éxito. Matt Martians en NPR comentó sobre el título del álbum: "Mucha gente que conocemos apenas están revisando sus egos de muchas maneras. Algunas personas perdieron sus trabajos cuando, el año pasado, estaban en la cima; las carreras de ciertas personas van en direcciones diferentes que no habían anticipado. Y [son] solo dos palabras en las que queremos que la gente piense actualmente, porque tenemos muchas personas que, en Internet, ya sea Instagram, Twitter, son muchos egos que realmente no se basan en nada que los respalde." 
Tras el lanzamiento de Ego Death, cada uno de los miembros de la banda se centró en realizar proyectos individuales. El 2017 vio el lanzamiento de The Drum Chord Theory de Matt Martians, Fin de Syd, Steve Lacy's Demo, II's Letters of Irrelevance por Patrick Paige y Christopher A. Loud, como parte del dúo C&T.
En diciembre del 2017, Steve Lacy le dijo al DJ Matt Wilkinson de Beats 1 que el sucesor de Ego Death estaba 95% terminado. Además, el agregó: "Siento que esto está en un lugar mucho más alto que Ego Death. Me encanta Ego Death, ese fue un gran disco, pero sé que este definitivamente es un paso adelante".
En abril de 2018, Patrick Paige II anunció su álbum debut Letters of Irrelevance. Más tarde ese mes, la banda lanzó el sencillo "Roll (Burbank Funk)", en promoción de su cuarto proyecto de estudio, Hive Mind. La pista presenta las voces principales conjuntas de Steve Lacy y Syd. Al mes siguiente, la banda anunció su cuarto álbum, Hive Mind, que se publicó el 20 de julio de 2018. En octubre del mismo año, The Internet fue el acto de apertura en todo menos un espectáculo de Gorillaz en su etapa norteamericana de The Now Now Tour, que concluyó con el Demon Dayz Festival. Su actuación en el Scotiabank Arena el 8 de octubre de 2019 fue su primera actuación en un estadio.

## Discografía

### Álbumes de estudio
| Purple Naked Ladies                                                      | - Lanzamiento: 19 de diciembre de 2011 - Disquera: Odd Future, Sony - Formatos: CD, descarga digital          | —  | —  | — | 31 | —  | —  | —  | —  | —  | — |
| Feel Good                                                                | - Lanzamiento: 24 de septiembre de 2013 - Disquera: Odd Future, Sony - Formatos: CD, descarga digital         | —  | —  | — | 11 | —  | —  | —  | —  | —  | — |
| Ego Death                                                                | - Lanzamiento: 26 de junio de 2015 - Disquera: Odd Future, Columbia - Formatos: CD, descarga digital, vinilo  | 89 | 9  | 3 | —  | 45 | —  | —  | —  | —  | — |
| Hive Mind                                                                | - Fecha de lanzamiento: 20 de julio de 2018 - Discográfica: Colombia - Formatos: CD, descarga digital, vinilo | 26 | 14 | 2 | —  | 40 | 45 | 53 | 89 | 39 | 3 |
| "-" denota elementos que no se lanzaron en ese país o no se registraron. | |    |    |   |    |    |    |    |    |    |   |

### EPs
| Título                                         | Detalles del álbum                                                                                 |
| ---------------------------------------------- | -------------------------------------------------------------------------------------------------- |
| Purple Naked Ladies: 4 Bonus Songs             | - Lanzamiento: 1 de febrero de 2012 - Discográfica: Futuro extraño - Formatos: Descarga digital    |
| Black and Blue Point Two (con Raleigh Ritchie) | - Lanzamiento: 14 de abril de 2014 - Discográfica: Colombia - Formatos: Descarga digital           |
| Ego Death (Bonus Tracks)                       | - Lanzamiento: 13 de noviembre de 2015 - Discográfica: Futuro extraño - Formatos: Descarga digital |

### Sencillos
| "Love Song - 1"                                                              | 2011 | —  | —  | —  | —  | Purple Naked Ladies |
| "They Say"                                                                   | 2011 | —  | —  | —  | —  | Purple Naked Ladies |
| "Cocaine"                                                                    | 2011 | —  | —  | —  | —  | Purple Naked Ladies |
| "Fastlane"                                                                   | 2012 | —  | —  | —  | —  | Purple Naked Ladies |
| "Partners In Crime Part Two"                                                 | 2013 | —  | —  | —  | —  | Feel Good           |
| "Dontcha"                                                                    | 2013 | —  | —  | —  | —  | Feel Good           |
| "Special Affair"                                                             | 2015 | —  | —  | —  | —  | Ego Death           |
| "Under Control"                                                              | 2015 | 19 | —  | —  | —  | Ego Death           |
| "Girl"                                                                       | 2015 | 19 | 28 | 44 | 89 | Ego Death           |
| "Roll (Burbank Funk)"                                                        | 2018 | —  | —  | —  | —  | Hive Mind           |
| "Come Over"                                                                  | 2018 | —  | —  | —  | —  | Hive Mind           |
| "La Di Da"                                                                   | 2018 | —  | —  | —  | —  | Hive Mind           |
| "-" denota una grabación que no se registró o no se lanzó en ese territorio. |      |    |    |    |    |                     |

### Otras apariciones
| Título                                                              | Año  | Artista principal | Álbum                              | Crédito(s)        |
| ------------------------------------------------------------------- | ---- | ----------------- | ---------------------------------- | ----------------- |
| "They Say"                                                          | 2011 | Odd Future        | 12 Odd Future Songs                |                   |
| "Ya Know"                                                           | 2012 | Odd Future        | The OF Tape Vol. 2                 | Artista destacado |
| "Navy"                                                              | 2012 | Kilo Kish         | Homeschool                         | Producción        |
| "Blue Jeans (Odd Future's The Internet Mix)"                        | 2012 | Lana Del Rey      | Blue Jeans Remixes                 | Remix             |
| "You're the One (Odd Future's The Internet featuring Mike G Remix)" | 2012 | Charli xcx        | Heartbreaks and Earthquakes        | Remix             |
| "Fitzpleasure (The Internet of Odd Future Remix)"                   | 2012 | Alt-J             | Summer                             | Remix             |
| "Watergun"                                                          | 2012 | Kilo Kish         | Single                             | Producción        |
| "Pull Me Down (The Internet Remix)"                                 | 2013 | Mikky Ekko        | Time                               | remezclar         |
| "Objects In The Mirror"                                             | 2013 | Mac Miller        | Watching Movies with the Sound Off | Artista destacado |
| "Karma (Internet Edition)"                                          | 2015 | Tay Walker        | 25HAD                              |                   |

## Miembros
Las contribuciones se refieren a los roles que juega cada miembro en conciertos y otras producciones en vivo. En las grabaciones de estudio, cada miembro llega a tocar una variedad de instrumentos.
- Sydney Bennett - voz (2011–presente)
- Steve Lacy - guitarra, voz (2015–presente)
- Matthew Martin - teclados, voz (2011–presente)
- Patrick Paige II - bajo (2013–presente)
- Christopher Smith - batería (2013–presente)

### Miembros pasados
- Tay Walker - teclados (2011–2013)
- Jameel Bruner - teclados (2013–2016)

## Premios y nominaciones

### Premios "Soul Train Awards"
| Año  | Obra Nominada | Premio                     | Resultado |
| ---- | ------------- | -------------------------- | --------- |
| 2015 | The Internet  | Premio "Centric Certified" | Nominado  |
| 2018 | "Come Over"   | Canción del Año            | Nominado  |
| 2018 | Hive Mind     | Álbum/Mixtape del Año      | Nominado  |
| 2018 | "Come Over"   | Vídeo del Año              | Nominado  |

### Premios Grammy
| Año  | Obra Nominada | Premio                           | Resultado |
| ---- | ------------- | -------------------------------- | --------- |
| 2016 | Ego Death     | Mejor Álbum Urbano Contemporáneo | Nominado  |